# Oblast de Tchita
L'oblast de Tchita (en russe : Чити́нская о́бласть, Tchitinskaïa oblast) était un sujet fédéral de Russie (oblast) du sud-est de la Sibérie. Son centre administratif était Tchita et son dernier gouverneur était Ravil Gueniatouline. Il couvrait une superficie de 431 500 km² et a une population de 1 144 346 habitants (recensement 2002). Il partageait des frontières avec la Chine et la Mongolie, ainsi que des frontières internes avec l'oblast d'Irkoutsk et l'oblast d'Amour, et les républiques de Bouriatie et de Sakha ; il contenait le district d'Aga-Bouriatie.
Le 1er mars 2008, l'oblast de Tchita et l'Aga-Bouriatie ont fusionné pour former le krai de Transbaïkalie.
Le territoire compris entre les frontières de l'oblast fut d'abord exploré par les Cosaques de Piotr Beketov en 1653. Les gens commencèrent à affluer dans la région et à la développer pour défendre les frontières avec la Chine et la Mongolie, extraire des ressources minérales et construire le Transsibérien. En 1920, Tchita devint la capitale de la république d'Extrême-Orient, qui est entrée dans la Fédération russe en novembre 1922, un mois avant la constitution de l'Union des républiques socialistes soviétiques.
Le sous-sol de l'oblast est riche en métaux ferreux, non ferreux, rares et précieux, en houille, en charbon et en eau minérale. Les forêts couvrent 60 % de son territoire. Les principales industries de l'oblast étaient la métallurgie, les combustibles et l'industrie du bois. L'agriculture locale se concentre sur le bétail, les moutons et l'élevage de rennes.
| Villes                | Nom russe              | Habitants (1er janvier 2005) | Habitants (2010) |
| --------------------- | ---------------------- | ---------------------------- | ---------------- |
| Tchita                | Чита                   | 308 492                      |                  |
| Krasnokamensk         | Краснокаменск          | 55 985                       |                  |
| Borzia                | Борзя                  | 31 064                       |                  |
| Petrovsk-Zabaïkalski  | Петровск-Забайкальский | 20 702                       |                  |
| Nertchinsk            | Нерчинск               | 14 703                       |                  |
| Chilka                | Шилка                  | 14 524                       |                  |
| Cherlovaïa Gora       | Шерловая Гора          | 14 248                       |                  |
| Baleï                 | Балей                  | 13 950                       |                  |
| Pervomaïskii          | Первомайский           | 13 141                       | 12841            |
| Tchernychevsk         | Чернышевск             | 12 747                       | 13359            |
| Karymskoïe            | Карымское              | 12 519                       | 13037            |
| Mogotcha              | Могоча                 | 12 406                       |                  |
| Khilok                | Хилок                  | 10 745                       |                  |
| Gorny                 | Горный                 | 10 425                       |                  |
| Zabaïkalsk            | Забайкальск            | 10 182                       | 11255            |
| Novokroutchininskii   | Новокручининский       | 9 692                        | 10166            |
| Iasnogorsk            | Ясногорск              | 9 681                        |                  |
| Atamanovka            | Атамановка             | 9 336                        |                  |
| Oloviannaïa           | Оловянная              | 8 217                        |                  |
| Priargounsk           | Приаргунск             | 8 213                        |                  |
| Kokoui                | Кокуй                  | 8 200                        |                  |
| Sretensk              | Сретенск               | 7 907                        |                  |
| Darassoun             | Дарасун                | 7 769                        |                  |
| Verchino-Darassounski | Вершино-Дарасунский    | 6 751                        |                  |
| Novaïa Tchara         | Новая Чара             | 4 601                        |                  |
| Mogzon                | Могзон                 | 4 397                        |                  |
| Aksenovo-Zilovskoïe   | Аксеново-Зиловское     | 4 276                        |                  |
| Novopavlovka          | Новопавловка           | 4 079                        |                  |
| Jireken               | Жирекен                | 4 067                        |                  |
| Baliaga               | Баляга                 | 3 701                        |                  |
| Kourort-Darassoun     | Курорт-Дарасун         | 3 380                        |                  |
| Ksenievka             | Ксеньевка              | 3 323                        |                  |
| Drovianaïa            | Дровяная               | 3 208                        |                  |